# Hioki (Kagošima)

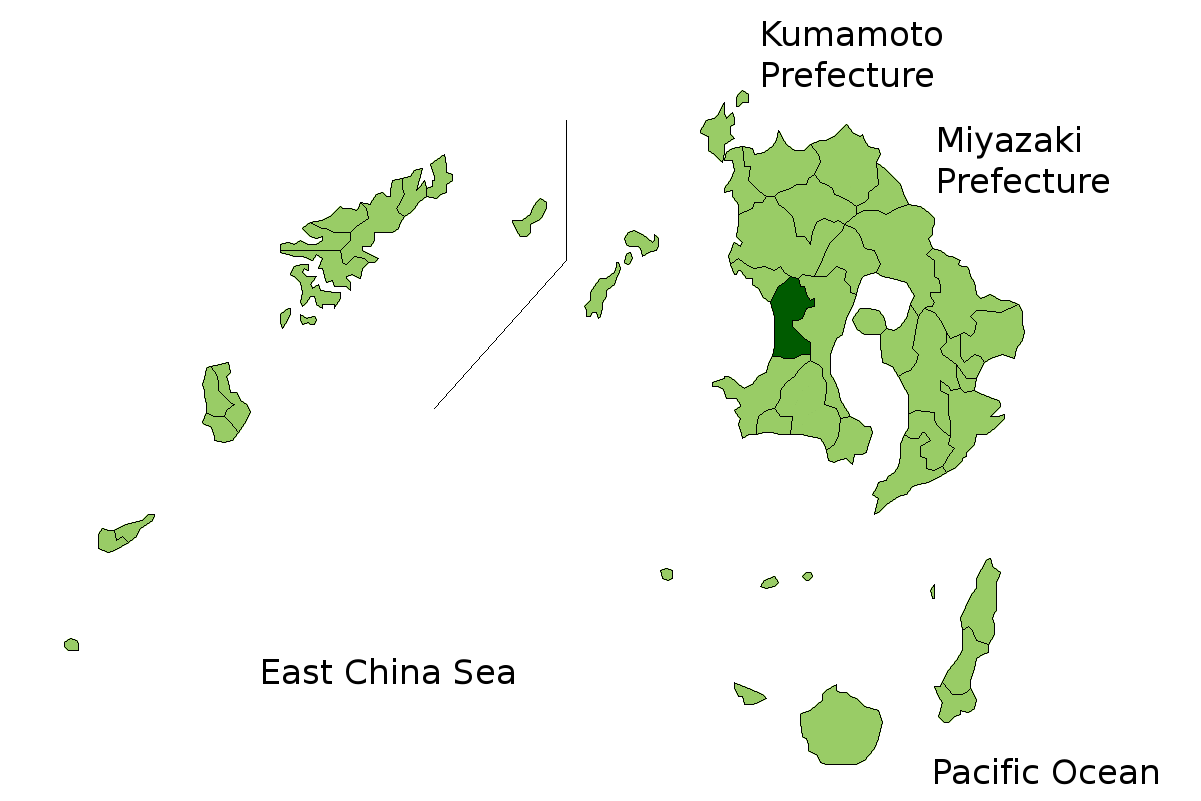
Poloha města Hioki na mapě prefektury Kagošima

Hioki (japonsky 日置市; Hioki-ši) je město ležící v japonské prefektuře Kagošima.
Město vzniklo 1. května 2005 spojením měst Fukiage, Higašiičiki, Hijoši a Idžúin.
K 1. listopadu 2005 mělo město 53 400 obyvatel. Jeho celková rozloha je 253,02 km².